# Hajredin Çeliku
Hajredin Çeliku (* 4. Mai 1927 in Peshkopia; † Juni 2005 in Tirana) war ein albanischer Politiker der Partei der Arbeit Albaniens.

## Leben
1966 wurde er erstmals Abgeordneter der Volksversammlung (Kuvendi Popullor) und gehörte dieser in der sechsten Wahlperiode bis 1970 an. In der Folgezeit war er als Funktionär der Partei im Wirtschaftssektor tätig.
Auf dem 8. Parteitag der PPSh erfolgte im November 1981 seine Wahl zum Mitglied des Politbüros der Partei. Diesem obersten Führungsgremium gehörte er bis Dezember 1990 an.
Zwischen 1982 und 1991 war er während der zehnten und elften Legislaturperiode erneut Abgeordneter der Volksversammlung.
Am 23. November 1982 berief ihn Ministerpräsident Adil Çarçani zum Minister für Bergbau und Energie in dessen Regierung. Danach war er zwischen dem 20. Februar 1987 und dem 2. Februar 1989 Mitglied des Sekretariats des ZK der PPSh, ehe er daraufhin vom 2. Februar 1989 bis zum 23. Dezember 1990 als Verkehrsminister wieder dem Kabinett von Ministerpräsident Çarçani angehörte.
1993 wurde gegen Çeliku und neun weitere ehemalige hochrangige Funktionäre (Besnik Bekteshi, Foto Çami, Vangjel Çërrava, Muho Asslani, Lenka Çuko, Llambi Gegprifti, Qirjako Mihali, Pali Miska und Prokop Murra) Anklage wegen Bereicherung an öffentlichen Geldern erhoben. Wegen dieser Straftaten kam es schließlich durch ein Gericht in Tirana zu folgenden Verurteilungen zu Freiheitsstrafen: Mihali und Gegprifti jeweils acht Jahre, Miska und Çuko jeweils sieben Jahre, Çami, Çeliku und Bekteshi jeweils sechs Jahre sowie Çërrava, Murra und Asllani jeweils fünf Jahre.